# بارونغ تاغالوغ

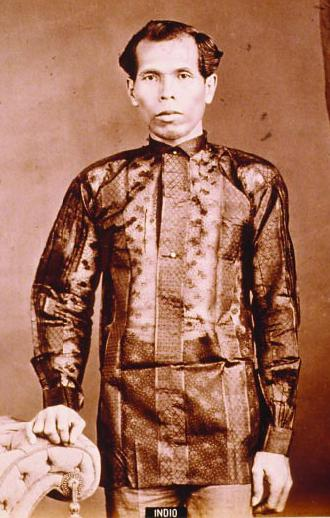
صورة لفلبيني يرتدي البارُنغ تعود إلى حوالي سنة 1870.

البَرُنغ أو البَارُنغ أو بارُنغ تَغَلوغ (بالفلبينية:Barong Tagalog، نقحرة: بارونغ تاغالوغ)، والذي يختصر أحياناً بارو، هو قميص رسمي مطرّز يلبسه سكان الفلبين، ويعد الزي الوطني لهم. يتميز بارونغ أنه بخفته ورقته، وبلبس عادة بإطلاقه من دون دكّه فوق القميص الداخلي. شاع ارتداء البارُنغ كزي رسمي بعد أن لبسه الرئيس الأسبق للفلبين رامون ماجسايساي، والذي ارتداه في أغلب المهمات الرسمية والخاصة، بما في ذلك وقت تسلمه للسلطة. 
يعد البارُنغ في الثقافة الفلبينية زي المناسبات الاحتفالية، وخاصة في الأعراس. يوجد منه شكل أقل رسمية يرتديه طلاب المدارس والجامعات والموظفون. كما يوجد منه طرز ترتديه النساء أحياناً، كما فعلت السياسية كورازون أكينو أثناء رئاستها.

## اقرأ أيضاً
- ثقافة الفلبين